# ХАДІ-34

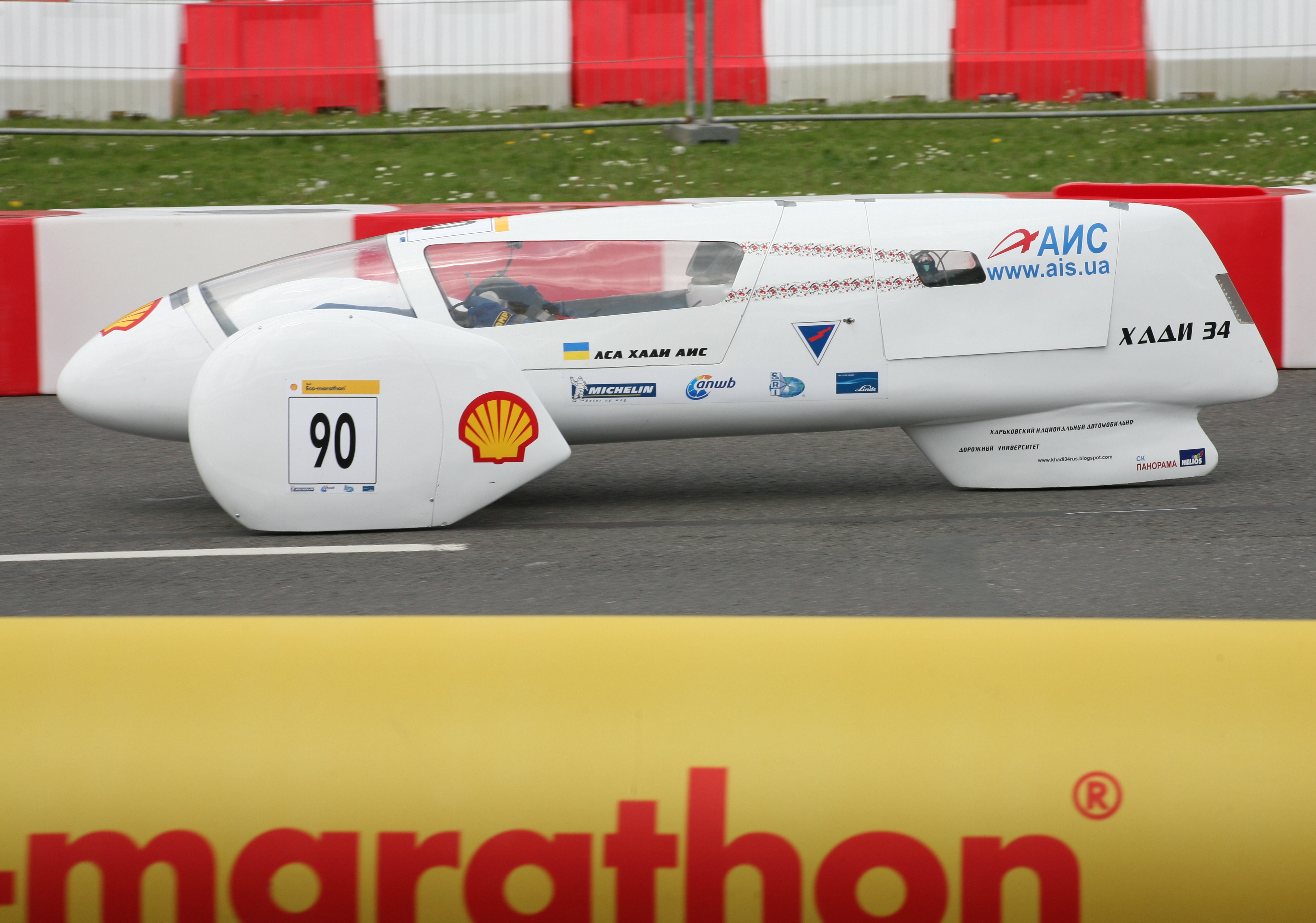
Автомобіль «ХАДІ-34» під час виступів за команду «ЛША ХАДІ АІС»

ХАДІ-34 (англ. KhADI-34) — найенергоефективніший український автомобіль, розроблений та побудований у 2010 році Лабораторією швидкісних автомобілів Харківського національного автомобільно-дорожнього університету. Перший автомобіль, виготовлений в Україні з несучим кузовом типу «монокок», виготовленим з композиту, що підтверджено відповідним патентом. Внесений до Книги рекордів України як автомобіль з мінімальними витратами пального — менше 2 г на 1 км.

## Історія

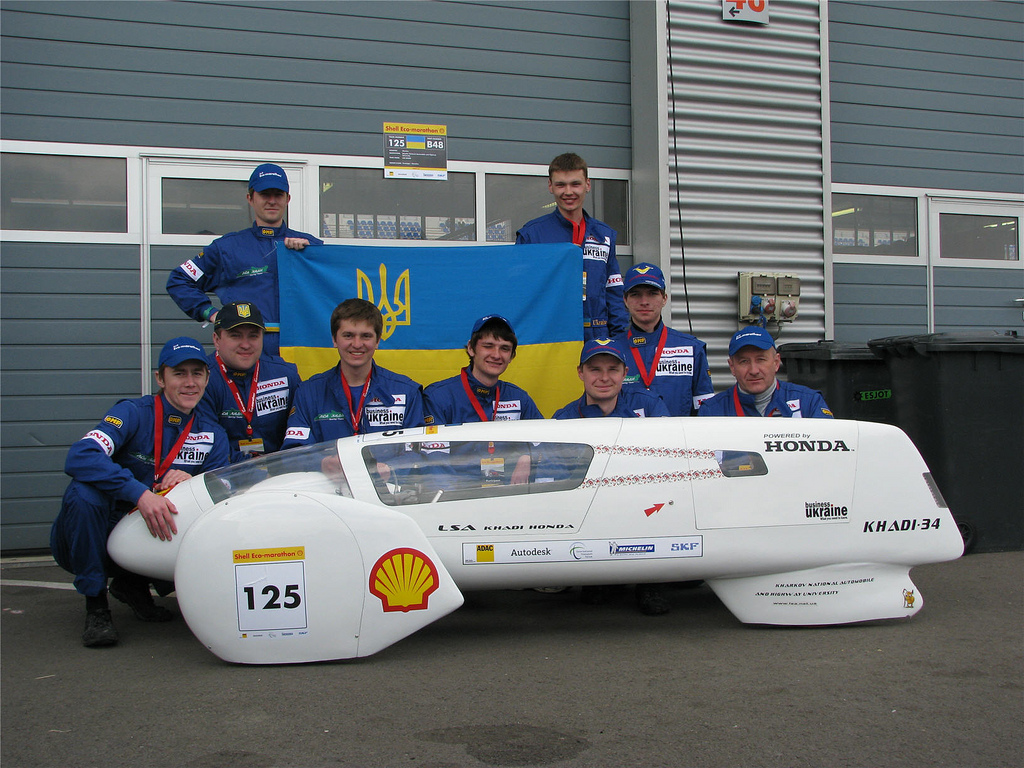
Українська команда «Shell eco-marathon»-2010 «EuroSpeedway Lausitz»

Автомобіль розроблений та виготовлений Лабораторією швидкісних автомобілів ХНАДУ у 2010 році. Назва автомобіля походить від абревіатури колишньої і традиційної назви Харківського автомобільно-дорожнього університету — Харківський Автомобільно-Дорожній Інститут. ХАДІ-34 є 34-ю моделлю автомобілів, розроблених ЛША. Брав участь в інженерних змаганнях з економії пального «Shell eco-marathon». У 2010 та 2011 роках під час змагань на спеціалізованій трасі «EuroSpeedway Lausitz» було досягнуто витрат пального в 1 л на 575 км. У 2013 та 2014 роках у складі команди «ЛША ХАДІ АІС» брав участь у змаганнях вулицями Роттердама, Нідерланди, де витрати пального становили 1 л на 458 км у міському циклі.

## Технічні характеристики
- Споряджена маса — 43 кг.
- Габаритні розміри: довжина — 2,9 м, ширина — 0,9 м, висота — 0,7 м.
- Посадка пілота — лежача.
- Кількість коліс — три.
- Ведуче колесо — заднє.
- Колеса управління — передні.
- Коробка передач — механічна.
- База автомобіля — 1 530 мм.
- Двигун — бензиновий Honda GX.
- Робочий об'єм — 35 см³.
- Максимальна швидкість — 60 км/год.
- Розрахунковий коефіцієнт опору повітря — 0,11